# Garcilaso Rollán
Pour les articles homonymes, voir Rollan.
Garcilaso Rollán est un artiste espagnol. 
Garcilaso Rollán a dessiné la face nationale des pièces de 1, 2 et 5 centimes d'euro espagnoles, avec comme motif la cathédrale de Saint-Jacques-de-Compostelle.